# Зоран Булајић
Зоран Булајић (Подгорица, 1950 — Београд, 17. април 2022) био је српски универзитетски профеосор и архитекта.

## Биографија
Дипломирао 1975, на Факултету примењених уметности у Београду код професора Милана Палишашког, област Унутрашња архитектура.
Боравио је студијским путовањима у Италији, Француској и Немачкој.
Завршено са 1980. радио је дизајн намештаја и пројектовање ентеријера, као фриленсер и у склопу бироа Нови дом.
Булајић је био заспослен на Факултету примењених уметности од 2000. године. Изабран у звање редовног професора за област Намештај 2012. године.
Дужност декана Факултета примењених уметности обављао је од 2012. године.
У периоду 2011—2015 био је главни архитекта наставка градње и уређења ентеријера Храма Светог Саве у Београду. Био је задужен и за уређење ентеријера крипте Храма Светог Саве.
Он је био члан архитектонске секције УЛУПУДС-а од 1980. године и председник Управног одбора УЛУПУДС-а од 2000-2004. године. Био је члан Савеза архитеката Србије и Друштва архитеката Београда.
Његов уметнички израз заснован је на прочишћеном изразу, сведеним геометријским формама, дограђеном детаљу, јасној и уравнотеженој композицији, мајсторској употреби материјала, боја, као и деликатно постављеном осветљењу.
Важио је за ангажованог интелектуалца, који је говорио о друштву и свету у коме живи.

## Одабрана дела
- Ентеријер управне зграде Робних кућа, Београд, 1986.
- Југословенски меморијални простор, Аушвиц, 1989.
- Изложбени простор фирме Precision, Франкфурт
- Изложба Уметност лепенског вира, Вршац
- Ентеријер СПЦ Миленијум, Вршац
- Породична кућа Васић, Београд
- Ентеријер пословног простора Траншпед, Београд
- Пословна зграда Новолукс, Нови Сад
- Пословни комплекс енглеске фирме Албоа, Шимановци
- Хотел Бело језеро, Русија

## Награде
- Награда за дизајн системског намештаја, на Сајму намештаја у Београду, 1977.
- Награда за дизајн система дечијег намештаја на Сајму намештаја у Београду, 1978.
- Награда Музеја примењених уметности на Октобарском салону у Београду за поставку изложбе Уметност Лепенског Вира, у Народном музеју Србије, 1983.
- Grand Prix за изложбени простор Precision на Сајму графике у Београду 1995.
- Специјална награда за решење изложбеног простора Precision на Сајму у Новом Саду 1996.
- Годишња награда Привредне коморе Београда за дизајн пословног простора и show room- »Precision« у Сава центру у Београду 1996.
- Годишња награда Архитектонске секције УЛУПУДС-а за 1996 год.
- Плакета УЛУПУДС-а за стваралачке резултате у 1996. год.
- Grand Prix за изложбено пословни простор Слободе на Сајму технике у Београду 1997. Повеља и медаља за југословенски простор на међународној изложби Inheb у Букурешту 1997.
- Годишња награда Привредне коморе Београда за дизајн 1998.
- Диплома 30. мајске изложбе УЛУПУДС-а за ентеријер шоурума Precision у Франкфурту 1998.
- Награда из фонда Александар Шалетић за најзначајније дело из области ентеријера за 1998 год.
- Grand Prix за изложбени простор Слободе на Сајму технике у Београду 1999.
- Жири Нин-а је уврстио ентеријер Траншпед-а у десет најбољих архитектонских остварења 2000.
- Награда за изложбени простор Precision на сајму у Београду 2001.
- Велика награда Србије за примењену уметност за ентеријер СПЦ Millennium у Вршцу, за 2001. годину, 2002.
- Награда за архитектуру за породичну кућу Васић, на двадесетпетом Салону архитектуре, 2003.
- Жири НИН-а уврстио је објектат породичне куће Васић у десет најбољих архитектонских остварења у 2003. години, 2003.
- Пословни објектат Novolux у Новом Саду увршћен у пет најбољих архитектонских остварења у 2005. години на конкурсу за архитектуру Компаније Новости, 2005.